# Zoyapezco
Zoyapezco är en ort i Mexiko.   Den ligger i kommunen Quechultenango och delstaten Guerrero, i den södra delen av landet, 220 km söder om huvudstaden Mexico City. Zoyapezco ligger 1 025 meter över havet och antalet invånare är 402.
Terrängen runt Zoyapezco är varierad. Runt Zoyapezco är det ganska glesbefolkat, med 38 invånare per kvadratkilometer. Närmaste större samhälle är Chilapa de Alvarez, 16,4 km norr om Zoyapezco. I omgivningarna runt Zoyapezco växer huvudsakligen savannskog.